# Abadín

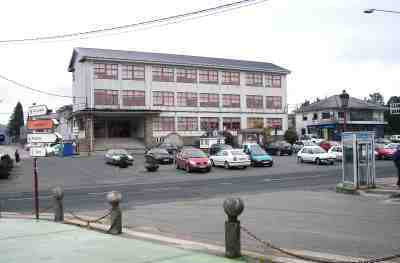
Plaza del ayuntamiento de Abadín

Abadín es un municipio español de Galicia, de la provincia de Lugo, en la comarca de Tierra Llana.

## Geografía física

### Superficie
Abarca una superficie de 196 km². Supone el 0,66% de Galicia, el 1,99% de la provincia y el 10,75% de la comarca de Tierra Llana.
En extensión, es el 12º término municipal más grande de los 67 que forman la provincia de Lugo.

### Situación
Integrado en la comarca de Tierra Llana, se sitúa a 48 kilómetros de Lugo. El término municipal está atravesado por la Autovía del Cantábrico (A-8) y por la carretera nacional N-634, entre los pK 601 y 612, además de por las carreteras provinciales LU-113 y LU-121, que conectan con el municipio de Cospeito, LU-120 (Vilalba-Meira) y por carreteras locales que permiten la comunicación dentro del municipio y con los vecinos. 
| Noroeste: Muras    | Norte: Valle de Oro y Alfoz | Nordeste: Mondoñedo         |
| Oeste: Villalba    |                             | Este: Mondoñedo y Pastoriza |
| Suroeste: Villalba | Sur: Cospeito               | Sureste: Pastoriza          |

### Orografía
El paisaje del municipio de Abadín está configurado por un fértil valle interior cruzado por diversos ríos y aroyos y rodeado de montañas.
Morfológicamente se distinguen dos unidades: la primera está constituida por un conjunto de elevaciones montañosas entre las que cabe destacar la sierra de Carba en el oeste, con la Pena da Auga (832 m), la sierra del Xistral en el noroeste y la sierra de Toxiza en el nordeste con el Coto Cal (804 m). Estas elevaciones configuran el borde norte de la meseta de Lugo. La segunda unidad morfológica la constituyen las formas suavemente onduladas de la superficie de erosión entre los 400 y 600 metros de altitud, que dán lugar a una superficie con tendencia a la horizontalidad, con la única elevación del Pico de Neda (796 metros) en el Cordal de Neda.
El punto más elevado del término municipal es Lombo Pequeno con 1.027 en la Sierra del Gistral.
Existen  vértices geodésicos del Instituto Geográfico Nacional en el monte Argán (585 m), en el Chao da Fonce (784 m) y en el Pico de Neda (796 m).
La altitud oscila entre los 1027 metros (Lombo Pequeno) y los 420 metros al sur. El pueblo se alza a 512 metros sobre el nivel del mar.

### Hidrografía
El Pico Lombo Pequeño en la sierra del Gistral constituye la divisoria entre las cuencas hidrográficas Cantábrica y Atlántica. Así, los siguientes ríos que recorren el término municipal y que nacen al sur de este pico pertenecen a la  vertiente atlántica: El río Eume, el Anllo, el río Arnela y el arroyo de Labrada. Y los ríos y arroyos que nacen al norte de dicho pico pertenecen a la vertiente cantábrica, de los que sólo cabe reseñar el río Pedrido.

### Clima
El clima puede considerarse como de tipo oceánico de transición, una variante del clima oceánico que se diferencia por presentar una amplitud térmica importante, tanto diaria como anual.
La temperatura media anual está en torno a los 10,8 °C. Los inviernos suelen ser fríos y lluviosos, con una temperatura mínima media, en torno a los  6 °C  y los veranos son suaves y secos, con medias de 18 °C. Las precipitaciones son elevadas, y rondan los 1800 litros anuales.

## Demografía
Cuenta con una población de 2217 habitantes (INE 2024).
| Gráfica de evolución demográfica de Abadín entre 1842 y 2021                                                          |
| |
| Población de derecho según los censos de población del INE. Población de hecho según los censos de población del INE. |

## Organización territorial
El municipio está formado por trescientas treinta y ocho entidades de población distribuidas en diecinueve parroquias:
- Abadín (Santa María)
- Abeledo (Santa María)
- Aldige[8]
- Baroncelle (Santiago)
- Cabaneiro (San Bartolomeu)
- Candia
- Castromayor[8]
- Corvite (San Pedro)
- Fanoy[8]
- Frayás[8]
- Galgao (San Martiño)
- Goás[8]
- Graña[8][9]
- Labrada (San Pedro)
- Moncelos (Santiago)
- Montouto (Santa María)
- Quende (Santiago)
- Romariz (San Xoán)
- Villarente[8]

## Ayuntamiento
| Partido político                                | 2011  | 2011       | 2011 |
| Partido político                                | %     | Concejales |      |
| Partido Popular (PP)                            | 71,44 | 9          |      |
| Bloque Nacionalista Galego (BNG)                | 14,05 | 1          |      |
| Partido dos Socialistas de Galicia (PSdeG-PSOE) | 12,92 | 1          |      |

## Fiestas
- San Pedro se celebra en Aldixe, Labrada y Corvite en junio;
- Santa Isabel en Candía el primer domingo de junio;
- Santa María en la parroquia de Abadín el 8 de septiembre
- Nuestra Señora del Rosario en Galgao, Baroncelle y As Goás.
- Nuestra Señora Santa María  en Montouto el 8 de septiembre
- Romería del Rosario en Galgao, Goás y Baroncelle el 18 de octubre;
- Nuestra Señora de Los Milagros en Fanoi el 24 de mayo;
- Romería de San Cosme de Montaña en Galgao el 26 y 27 de septiembre.
- Nuestra Señora de Fátima el 13 de mayo en Gontán
- Santiago fiesta en Moncelos y Quende el 25 de julio
- San Juan fiesta en Romariz y Castromaior el 24 de junio

## Deporte
El municipio cuenta con un equipo de fútbol, el Abadín Club de Fútbol, fundado en 2002 y que milita en Segunda Galicia. Es heredero del Club Deportivo Abadín, desaparecido en 1998.